# Con el rock en las venas
Con el rock en las venas es el tercer álbum de estudio de la banda de rock argentina La 25. Fue grabado y producido por los integrantes de la banda La 25, mayo 9 del año 2004 en los estudios. Su distribución estuvo a cargo de la discográfica Pop Art, Pelo Music S.A., Tocka Discos. 
"Solo voy" es la canción más popular de todo el disco, ya que de la misma se produce un videoclip protagonizado por el actor Luis Luque y cuenta con la aparición del locutor Norberto "Ruso" Verea.

## Lista de canciones
| N.º   | Título                               | Duración |  |
| 1.    | «Hasta que muera» (Mauricio Lescano) | 3:55     |  |
| 2.    | «Encerrado estoy» (Mauricio Lescano) | 2:53     |  |
| 3.    | «Hacelo de nuevo» (Mauricio Lescano) | 3:00     |  |
| 4.    | «Nena bien» (Mauricio Lescano)       | 4:06     |  |
| 5.    | «Barrio viejo» (Mauricio Lescano)    | 5:38     |  |
| 6.    | «Siguió rodando» (Mauricio Lescano)  | 3:49     |  |
| 7.    | «Le gusta así» (Mauricio Lescano)    | 4:43     |  |
| 8.    | «Nena loca» (Mauricio Lescano)       | 5:08     |  |
| 10.   | «Mentes lúcidas» (Mauricio Lescano)  | 4:29     |  |
| 11.   | «Toda de azul» (Mauricio Lescano)    | 3:06     |  |
| 12.   | «Solo voy» (Mauricio Lescano)        | 4:26     |  |
| 49:02 |                                      |          |  |

## Videoclip
- Solo Voy

## Músicos
- Mauricio "Junior" Lescano: voz y guitarras
- Marcos Lescano: guitarras y coros
- Hugo Rodríguez: guitarras y coros
- Pablo "Ponch" Poncharello: bajo
- Alejandro "Mingo" Ender: batería

## Invitados
- Luis Luque: El actor quien participó en el video "Solo voy"
- Norberto "Ruso" Verea: El locutor quien participó en el video "Solo voy"